# Borsttandheremietwants
De borsttandheremietwants (Eremocoris podagricus) is een wants uit de onderfamilie Rhyparochrominae en uit de familie bodemwantsen (Lygaeidae).
De onderfamilie Rhyparochrominae wordt ook weleens als een zelfstandige familie Rhyparochromidae gezien in een superfamilie Lygaeoidea. Lygaeidae is conform de indeling van bijvoorbeeld het Nederlands Soortenregister.

## Uiterlijk
De wants is 5,7 tot 7 millimeter lang. De kop en het schildje (scutellum) zijn zwart. De antennes zijn zwartbruin. De voorkant van het halsschild (pronotum) is zwart, terwijl het achterste deel zwart met roodbruin is. Aan de zijrand van het halsschild is een witte vlek. De voorvleugels zijn bruin met een donkere en lichte tekening, terwijl het membraan (doorzichtige deel van de voorvleugels) zwart is met halfcirkelvormige witte vlekken naast de cuneus. De poten zijn bruin. De dijen van de voorpoten hebben twee grote en een aantal kleinere stekels. Op het mesosternum, voor de coxa van de middenpoten, staat een duidelijke tand aan weerszijden van het rostrum. Deze tand is niet aanwezig bij de andere bodemwantsem uit het genus Eremocoris.

## Verspreiding en habitat
Het is een zuidelijke soort, die verspreid is in het Middellandse Zeegebied, Noord-Afrika, Zuidoost-Europa, Klein-Azië en de Kaukasus. Hij komt ook voor in het zuiden van Duitsland en Groot-Brittannië. In Nederland en België is hij zeldzaam. Hij heeft een voorkeur voor open of halfschaduwrijke, warme gebieden met een kalkhoudende bodem. Ze komen zowel in droge als in vochtige plekken voor.

## Leefwijze
Deze bodemwantsen leven op de bodem in de strooisellaag, onder stenen of in mos bij bijvoorbeeld heggen, bosranden of onder jeneverbesstruiken. Ze klimmen zelden in de planten. De imago's overwinteren en in augustus verschijnt de nieuwe volwassen generatie. Onder gunstige omstandigheden kan er een tweede generatie worden gevormd, waarvan de nimfen overwinteren.